# کوپتووکا
کوپتووکا (به لهستانی:  Kopytówka) یک روستا در لهستان است که در گمینا بژژنگتسا (استان لهستان کوچک‌تر) واقع شده‌است.